# Guimaëc
Guimaëc é uma comuna francesa na região administrativa da Bretanha, no departamento Finisterra. Estende-se por uma área de 18,72 km². Em 2010 a comuna tinha 976 habitantes (densidade: 52,1 hab./km²).